# Liubeșiv
Liubeșiv (în ucraineană Любешів) este așezarea de tip urban de reședință a raionului Liubeșiv din regiunea Volînia, Ucraina. În afara localității principale, mai cuprinde și satele Rudka și Zarika.

## Demografie
Componența lingvistică a așezării de tip urban Liubeșiv
     Ucraineană (99,24%)
     Alte limbi (0,7%)
Conform recensământului din 2001, majoritatea populației așezării de tip urban Liubeșiv era vorbitoare de ucraineană (99,24%), existând în minoritate și vorbitori de alte limbi.